# Senna Tower
A Senna Tower é um arranha-céu em construção, localizado em Balneário Camboriú. O edifício foi anunciado em 17 de Setembro de 2024 pela FG empreendimentos e será o primeiro na América Latina a usar a tecnologia de amortecedor de massa sintonizada (TMD) para reduzir as oscilações do vento, é também o primeiro edifício residencial superalto do mundo a obter o certificado Platinum da Leadership in Energy and Environmental Design.
Segundo a construtora, a torre terá 204 apartamentos e 6 coberturas, além de 18 mansões suspensas de 420 a 563m².

## Projeto
O arranha-céu foi anunciado em 17 de setembro de 2024 pela FG Empreendimentos junto com a família Senna, foi projetado pela sobrinha de Ayrton Senna, Lalalli Senna e ficará situado na Avenida Atlântica, próximo a praia de Balneário Camboriú. Com 550m de altura, quando concluído será uma das mais altas estruturas do mundo e se converterá no edifício residencial mais alto do mundo, ultrapassando a Torre Steinway na cidade de Nova Iorque, além de ser o mais alto da América Latina e do Hemisfério Sul. Inicialmente o edifício seria chamado de Triumph Tower, sendo renomeado em 2024 para homenagear Ayrton Senna, tricampeão de Fórmula 1.
O projeto, que já recebeu autorização da prefeitura, foi concebido exclusivamente como uma torre residencial, com apartamentos privativos, mirante, piscina climatizada, centro de bem-estar, academia, quadras de tênis, áreas de entretenimento, lazer e gastronomia abertos ao público e um espaço imersivo sobre o ex-campeão de Fórmula 1 Ayrton Senna.

### Construção
O lançamento do Senna Tower está previsto para o último trimestre de 2024 e será construído com investimentos da FG Empreendimentos e de Luciano Hang.